# 尉迟输罗
尉遲输罗（又作尉迟苏拉、尉迟苏罗等，汉语名：李从德，？—977年），尉遲僧烏波之子。966年至977年间任于阗国王，年号天尊。于970年前不久，李从德率军进占黑汗王朝都城疏勒地区的数座城池，取得大胜，战利品中除妇孺金帛外，还有大象。971年（宋太祖开宝四年），于阗国僧吉祥奉国书来宋，自言破疏勒国得舞象。

## 文學
台灣作家周遠馨於2020年12月發行的歷史小說《于闐太子》結合史實和文學原創，講述尉遲輸羅自幼年以太子身分留學敦煌，直到最後戰死沙場的故事。為創作這部小說，作者花了七年時間實地探查、閱讀史料、蒐集資料。她表示，「一般讀歷史，都是從中原、漢人的立場來看西域，但我想從少數民族、于闐的立場往東看。」